# Geagras redimitus
Genre
Espèce
Synonymes
- Sphenocalamus lineolatus Fischer, 1885
- Tantilla depressa Dunn, 1928

Statut de conservation UICN

 DD  : Données insuffisantes
Geagras redimitus, unique représentant du genre Geagras est une espèce de serpents de la famille des Colubridae.

## Répartition
Cette espèce est endémique du Mexique. Elle se rencontre dans les États du Michoacan, d'Oaxaca et du Sinaloa.

## Publication originale
- Cope, 1876 "1875" : On the Batrachia and Reptilia of Costa Rica : With notes on the herpetology and ichthyology of Nicaragua and Peru. Journal of the Academy of Natural Sciences of Philadelphia, ser. 2, vol. 8, p. 93–154 (texte intégral).